# فينس فارار
فينس فارار (بالإنجليزية: Vincent Farrar)‏ هو لاعب دوري الرغبي أسترالي، ولد في 25 فبراير 1947 في Pontefract ‏ في المملكة المتحدة، وتوفي في 13 يوليو 2017 بسبب سرطان.